# عبد الستار آدم
عبد الستار آدم من قرية الفقاعي بمحافظة بني سويف، حيث تمركزت قوات الجنرال ديزيه في ديسمبر 1798 ضمن الحملة الفرنسية حتى يصله مدد من المدفعية ليستكمل غزو الصعيد.

## بداية الأحداث
لاحظ ديزيه ذات ليلة اختفاء كمية من الأسلحة من المعسكر، وفي الليلة التالية اكتشف اختفاء كمية أخرى، ولهذا تم تشديد الحراسة والمراقبة في المعسكر. وقد أسفرت المراقبة على رصد صبي صغير يُدعى عبد الستار آدم، يبلغ من العمر 12 عامًا، يتسلل إلى المعسكر في الليل ويجمع ما يستطيع حمله من البنادق، ليقدمها للمقاومة الشعبية، فطارده جندي فرنسي حتى أصابه بالسيف في ذراعه وأسره. وسمع ديزيه بأمر الصبي فاستدعاه للاستجواب، ودار التالي:
- لأنها أسلحة أعدائي وأعداء بلادي.

- ومن حرّضك على هذه الجريمة؟

- ألهمني الله أن أفعل ما فعلت

- هل تعرف أن عقوبتك هي الشنق؟

وأراد ديزيه أن يختبر شجاعة الصبي، فأمر بإعدامه، إلا أن الولد لم يهب الموقف وواجهه بشجاعة تامة، مما أدى بالجنرال استبدل حكم الإعدام بالجلد 30 جلدة تحمّلها الصبي ولم يتأوه.

## رد الفعل
ذكره المؤرخ الفرنسي فيفيان دينون في كتابه رحلة الوجه البحري ومصر العليا أثناء حرب الجنرال بونابرت، وكان شاهد عيان للواقعة، فقال: «عرضت عليه أن أتبناه وأن أكفل له مستقبلًا سعيدًا.. فرد الصبي ستندم على تربيتي لإنني سأقتلك وأقتل معك من أستطيع من أعداء وطني.»

غلاف كتاب الثائر الصغير.

### الثائر الصغير
أصدرت دار المعارف رواية الثائر الصغير للكاتب محمد عبد الحافظ ناصف، وهي رواية للأطفال، عن سلسلة أجمل الحكايات رقم 35، رسوم الفنان أيمن القاضي، بمناسبة معرض القاهرة الدولي للكتاب في دورته الـ48، وتُباع بمكتبات الدار بالقاهرة والأقاليم.
تدور الرواية حول كفاح الشعب المصري ضد الحملة الفرنسية في الصعيد ودمياط والمنصورة على يد المقاومة الشعبية والتي كان من بين رجالها الطفل عبد الستار آدم، ابن ببا محافظة بني سويف، وكذلك مقاومة المصريين في دمياط والمنصورة ضد الحملة الفرنسية والرواية عابرة للزمنين، حيث يُمثل الطفل آدم الطفل المصري في كل بقعة من أرض مصر، سواء كان في دمياط والمنصورة أو كان في الصعيد، سواء كان يقاوم الحملات الصليبية أو يقاوم الحملة الفرنسية.